# Museo della caccia alla balena (Sandefjord)

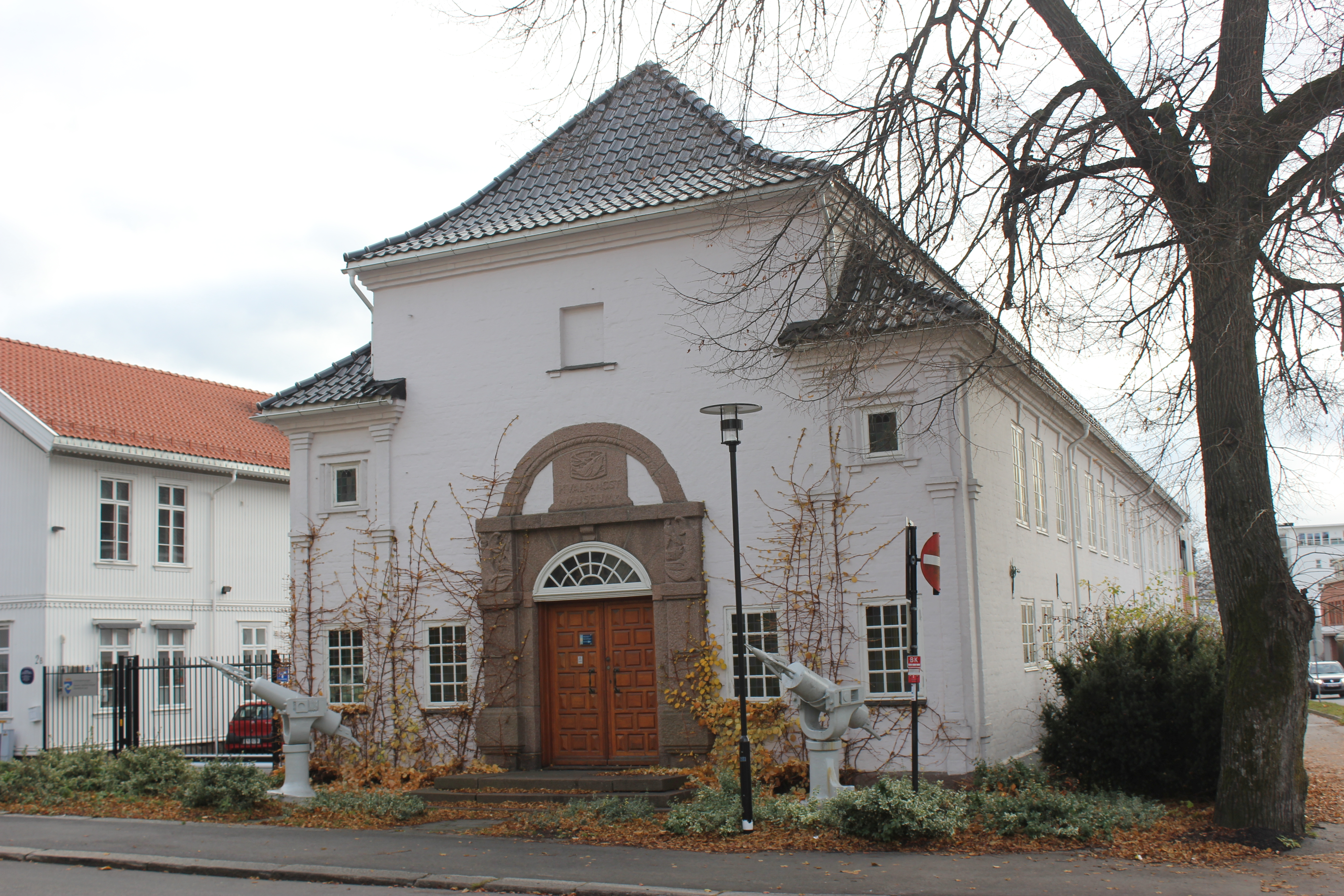
Museo della caccia alla balena.

Il Sandefjordmuseene (il cui nome ufficiale è Commander Christen Christensen's Whaling Museum, chiamato anche Sandefjord Whaling Museum o anche Hvalfangstmuseet ) è frutto di una donazione del console Lars Christensen, figlio di Christen Christensen, alla città di Sandefjord in Norvegia. Esso fu aperto nel 1917 come uno dei primi edifici dedicati a istituzioni museali in Norvegia e aveva lo scopo di esporre informazioni sulla fauna dell'Antartico allora in gran parte sconosciuta e sulla storia della caccia commerciale alle balene. 
Nel 1981 il museo è stato ampliato in modo significativo. L'attenzione si concentra oggi sulla esposizione dei reperti della storia della caccia alle balene e sull'ecologia delle balene e del loro habitat. La raccolta di foto del museo contiene circa 150.000 foto, di cui 30.000 relative alla caccia alle balene. La biblioteca del museo nel 1985 comprendeva circa 14.000 volumi disponibili all'Università di Oslo con un accordo di cooperazione del 1939. Nel 2003 la biblioteca fu suddivisa e i volumi relativi alla caccia alle balene e nelle regioni polari furono aggiunti alla biblioteca pubblica di Sandefjord. L'archivio del museo è dunque disponibile a tutti. 
L'inventario del museo comprende anche la nave baleniera Southern Actor restaurata (costruita nel 1950), che è una nave-museo che trova spazio nel porto, e la Gaia, una copia oceanica della nave Gokstad. 
Il museo ospita anche conferenze internazionali sulle balene e sulla caccia alla balena.